# Gounzoureye
Gounzoureye is een gemeente (commune) in de regio Gao in Mali. De gemeente telt 27.000 inwoners (2009).